# Králova zahradnice
Králova zahradnice (v anglickém originále A Little Chaos) je britský dramatický film z roku 2014. Režisérem filmu je Alan Rickman. Hlavní role ve filmu ztvárnili Kate Winslet, Matthias Schoenaerts, Alan Rickman, Stanley Tucci a Helen McCrory.

## Obsazení
| Kate Winsletová (dabing Zuzana Slavíková)    | Sabine De Barra     |
| Matthias Schoenaerts (dabing Libor Bouček)   | André Le Nôtre      |
| Alan Rickman (dabing Vladislav Beneš)        | Ludvík XIV.         |
| Stanley Tucci (dabing Jakub Saic)            | Filip I. Orleánský  |
| Helen McCrory (dabing René Slováčková)       | Françoise Le Nôtre  |
| Steven Waddington (dabing Pavel Vondra)      | Thierry Duras       |
| Jennifer Ehle (dabing Veronika Mudrová)      | Madame de Montespan |
| Rupert Penry-Jones (dabing Zdeněk Podhůrský) | Antoine Lauzun      |